# Gianluca Festa (politico)
Gianluca Festa (Avellino, 13 agosto 1974) è un politico, giornalista ed ex cestista italiano, sindaco di Avellino dal 2019 al 2024.

## Biografia
Laureato in scienze biologiche, inizia a lavorare per diverse emittenti televisive locali, tra cui Telenostra. Con il numero 99, gioca nel ruolo di Guardia per la Società Sportiva Felice Scandone dal 1999 fino al 2001. Dal 1999 al 2000 è stato collaboratore presso Il Mattino, per poi lavorare per il Corriere dello Sport.

### Attività politica
Nel 2009 viene nominato dall'allora sindaco di Avellino Giuseppe Galasso come vicesindaco con delega all'ambiente e alla protezione civile.
Alle elezioni comunali di Avellino del 2013 è candidato sindaco a capo di due liste civiche: Per Avellino Davvero e Governiamo Insieme Davvero. Ottiene l'11,01% dei voti e viene eletto consigliere comunale. Al ballottaggio annuncia il suo appoggio al candidato del Partito Democratico Paolo Foti, nonostante la mancanza di un apparentamento formale. Durante il suo mandato è anche consigliere provinciale, eletto prima nel 2014 con la lista Davvero e poi nel 2018 con la lista del PD.
Successivamente, insieme al deputato salernitano Michele Ragosta, costituisce Davvero - Diritti & Ecologia come associazione politica interna al Partito Democratico. Alle elezioni regionali campane del 2015 Davvero dà vita ad una lista comune con la Federazione dei Verdi, in appoggio al candidato presidente del centro-sinistra Vincenzo De Luca, in cui lo stesso Festa è candidato. De Luca viene eletto presidente e la lista Davvero Verdi, con l'1,16% dei voti, ottiene un consigliere regionale: Francesco Emilio Borrelli (FdV) nella circoscrizione provinciale di Napoli.
Nel 2018 alle successive elezioni comunali presenta la lista Davvero Avellino nella coalizione di centro-sinistra che sostiene il candidato sindaco Nello Pizza. La lista ottiene il 9,72% dei voti ed elegge tre consiglieri, tra i quali lo stesso Festa.

### Sindaco di Avellino
In seguito alla cessazione anticipata dal mandato del sindaco pentastellato Vincenzo Ciampi, già nel 2019 si tengono nuove elezioni comunali ad Avellino. In questa occasione Festa, in dissidenza con la scelta del Partito Democratico di candidare Luca Cipriano, decide di presentarsi alla guida di una coalizione di quattro liste civiche: Davvero Avellino, Ora Avellino, Avellino Vera e W la Libertà. Prevale al ballottaggio con il 51,50% proprio su Cipriano. Si insedia come sindaco di Avellino il 28 giugno 2019.
Il 10 luglio 2019 quando si dava già per certa la fine della Scandone Avellino, non iscritta a nessun campionato, all'ultimo istante provvede a versare un bonifico alla Lega e ad iscrivere la società al campionato di Serie B.
Il 31 maggio 2020 finisce al centro di una polemica a causa di un video in cui si esibisce in cori da stadio al centro di un assembramento, subito dopo la fine del lockdown proclamato allo scoppio della pandemia di COVID-19.
Nel luglio 2020 secondo il sondaggio del Sole 24 Ore, il suo consenso di gradimento lo pone 96º posto su 105 sindaci italiani, nonché 3° su tutta la Campania..
Alle elezioni regionali del settembre 2020 è nuovamente promotore di una lista, composta anche dal Partito Animalista Italiano. De Luca viene riconfermato presidente e Davvero Sostenibilità e Diritti - Partito Animalista, con l'1,43%, elegge il consigliere avellinese Livio Petitto, vicino a Festa.
Nel dicembre 2021 partecipa al congresso provinciale del PD. Nel febbraio 2022, insieme a 17 consiglieri comunali di maggioranza, viene però ufficialmente espulso dal Partito Democratico, perché aderente a un gruppo consiliare diverso da quello del partito.

### Procedimenti giudiziari
In seguito al suo coinvolgimento in due indagini in cui è stato accusato di associazione a delinquere finalizzata alla corruzione, falso in atto pubblico, turbativa d’asta e omissione di atti d’ufficio, il 25 marzo 2024 Festa si dimette da sindaco. Sempre in seguito al coinvolgimento è stato posto il 18 aprile 2024 agli arresti domiciliari in attesa di processo per i reati di associazione a delinquere finalizzata a reati contro la pubblica amministrazione, corruzione, falso, depistaggio, rivelazione di segreti, peculato e induzione indebita a dare e promettere utilità.